# Cerkev svetega Leopolda Mandića, Ptuj
Cerkev svetega Leopolda Mandića na Ptuju je podružnična cerkev Župnije Ptuj - Sveti Ožbalt. Stoji v mestnem predelu Nova vas. Je edina cerkev v Sloveniji, posvečena hrvaškemu svetniku.

## Zgodovina
Župnijo Ptuj - Sveti Ožbalt so od njene ustanovitve 1. avgusta 1971 upravljali kapucini. Ob ustanovitvi je na njenem teritoriju živelo 3.400 ljudi, leta 2000 pa se je število povzpeli na 12.000, od tega 8.000 katolikov. Tako se je zaradi naglega povečanja števila prebivalstva pojavila potreba po novi cerkvi, saj je župnijska cerkev sv. Ožbolta postala premajhna. Pobudnik za gradnjo je bil pater Vinko Škafar, sama gradnja pa je stekla leta 1994. Temeljni kamen je 17. aprila 1995 blagoslovil mariborski škof Franc Kramberger. Glavni promotor gradnje je bil naslednjih 10 let škofijski duhovnik Frančišek Obran, ki se je po upokojitvi leta 1991 preselil v Kapucinski samostan Ptuj, in ki je pred tem kot župnik Župnije Kidričevo leta 1987 že zgradil tamkajšnjo novo župijsko cerkev Svete družine.
Leta 2016 so župnijo prevzeli minoriti, ki so prevzeli tudi samo gradnjo. Posebej so se angažirali za to, da bi se skoraj dokončana cerkev posvetila, priprave pa je usklajeval župnik, pater Matei Senteş. Zaradi pomanjkanja finančnih sredstev je prišlo tudi do zamika datuma posvetitve. Tik pred posvetitvijo so uredili še notranjo razsvetljavo cerkve.
Slovesnost posvetitve je bila 12. maja 2019, na Mandićev god in ob praznovanju 1950-letnice prve omembe mesta, vodil pa jo je mariborski nadškof Alojzij Cvikl ob navzočnosti 30 duhovnikov ter minoritskega provincialnega ministra, patra Igorja Salmiča, in kapucinskega provincialnega ministra, brata Vlada Kolenka. Dogodka se je udeležilo okoli 600 ljudi, tudi županja Mestne občine Ptuj, Nuška Gajšek. Le dober mesec po posvetitvi te cerkve, 23. junija, je nadškof Cvikl posvetil še eno cerkev – mariborsko cerkev sv. Rešnjega telesa.

## Arhitektura
Precej velika cerkev je podkletena, v kletnih prostorih pa se nahajajo pastoralni prostori. Zvonik, ki skupaj s podkleteno višino meri 35,3 m, je bil zasnovan tako visoko tudi na pobudo takratnega ptujskega župana, ki si je želel visokega zvonika. Precej je tudi steklenih površin, zaradi česar je cerkev pozimi težko ogreti. Zanje je predvideno, da bi navadna stekla v prihodnosti nadomestili vitraži. Zunanjčina in v manjši meri notranjščina vsebujeta freske Lojzeta Čemažarja, pri čemer ostaja v načrtu poslikava prezbiterija. Oltar je marmornat, vanj pa je vgrajena majhna relikvija patra Mandića, ki so jo z veseljem darovali bratje kapucini iz Mandićevega samostana v Padovi.